# Sobótka (Pieniny)
Sobótka – skała na północnym brzegu Jeziora Czorsztyńskiego w granicach miejscowości Czorsztyn, w województwie małopolskim, w powiecie nowotarskim, w gminie Czorsztyn.
Nazwa skały prawdopodobnie pochodzi od słowa sobótka oznaczającego wielkie ognisko palone z okazji świąt. Sobótka znajduje się w masywie Zamkowej Góry w Pieninach Czorsztyńskich, zbudowana jest z białych wapieni krynoidowych jednostki czorsztyńskiej. Dawniej pod Zamkową Górą, południowym i zachodnim podnóżem Sobótki przez Czorsztyński Przełom i dalej na północ, biegł tranzytowy szlak ze Spiszu do Małopolski. Obecnie Sobótka znajduje się na wschodnim brzegu zatoki Wronina, tuż przy jej ujściu do Jeziora Czorsztyńskiego. Jej wysokość względna nad poziomem wody w jeziorze wynosi około 30 m i jest zmienna w zależności od poziomu wody. Jej wysokość nad dnem doliny Dunajca jest jednak większa (maksymalna głębokość Jeziora Czorsztyńskiego wynosi 50 m). Po wybudowaniu zapory wodnej między Pieninami Czorsztyńskim i Pieninami Spiskimi i napełnieniu zbiornika wodą, po jej zachodniej stronie powstała zatoka Wronina.
Sobótka opada do Jeziora Czorsztyńskiego prawie pionową ścianą. Jej pozostała część jest lesista, dawniej była jednak bardziej bezleśna, wraz z Zamkową Górą zalesiono ją w XIX wieku. W skale Sobótki znajduje się jaskinia Schronisko Czorsztyńskie (obecnie pod wodą Jeziora Czorsztyńskiego).
Na Sobótce, podobnie jak na Zamkowej Górze, Czubatej Zameckiej i innych skałach Zamkowej Góry i w ruinach Zamku Czorsztyn występuje pszonak pieniński, gatunek roślin objęty ścisłą ochroną. Ten rejon jest jednym z kilku tylko miejsc występowania tego gatunku w Polsce.
Skały Czorsztyńskiego Przełomu są dla geologów i paleontologów ważnym obiektem badań naukowych. Po powstaniu Jeziora Czorsztyńskiego dolna część skał Sobótki została zalana wodą. Niedostępne do badań stały się wapienno-krzemionkowe i margliste formacje wczesnej i późnej kredy głównego profilu skały Sobótka. Całkowicie pod wodą znalazła się skała Halka.